# Txus di Fellatio
Jesús María Hernández Gil (Bilbao, Vizcaya, 21 de enero de 1970), más conocido como Txus di Fellatio, es un músico español, fundador y principal compositor de los grupos de folk metal, Mägo de Oz y Bürdel King, siendo baterista del primero y vocalista del segundo. 

## Carrera

### Inicios
Comenzó en la música desde muy pequeño ya que fue educado para apreciar todo tipo de música. De niño quería ser músico y futbolista. Durante su infancia asistió al Colegio Valdeluz de los Padres Agustinos. Txus dedicó ocho años al fútbol sala, jugó en el Real Madrid, en el puesto de portero. Al ser operado de ambos codos, decidió dejar el fútbol y dedicarse de tiempo completo a la música. Al mismo tiempo formó la banda «Transilvania» (1989), nombre homenaje a Iron Maiden, grupo al que más tarde le cambiaría el nombre por Mägo de Oz. Esta banda estaba formada por Juanma (amigo de barrio y posteriormente primer vocalista de Mägo de Oz) y Txus, asumiendo el puesto de batería.
La primera formación completa con la que grabó sus primeras maquetas fue: Juanma (voz y guitarra rítmica), Pedro (guitarra solista), David (bajo y coros) y Txus (batería y coros). Más tarde hacia 1992, para su tercera maqueta invita a su amigo Carlos Prieto (Moha), quien interpretó «El Tango de un Donante» y fue aceptado en la banda. Txus y Moha se hicieron mejores amigos y hoy día son los únicos miembros que se mantienen desde aquella época en Mägo de Oz.

### Más allá de la música
Txus escribió su primer libro, El cementerio de los versos perdidos, publicado el 23 de octubre de 2006. Se trata de un disco-libro de 52 páginas que incluye un CD con poemas narrados por él mismo, además de tres canciones: «Adiós Dulcinea», «Y serás canción» (dedicada al productor Big Simon, quien falleció el mes de julio del mismo año) y «No me digas adiós», el disco lo hizo con la colaboración de Juanmi Rodríguez del grupo Cuatro Gatos y Leo Jiménez. Este libro-disco lo dedica exclusivamente a Big Simon al que le dedica las siguientes palabras: «A la memoria de Simón Echevarría (Big Simon), un alma bella que se convirtió en canción». En 2012 publicó su libro Si la vida te pisa, desenvaina una sonrisa, una autobiografía donde también narra la historia de Mägo de Oz.

### Colaboraciones
Txus, junto a José Andrëa, colaboraron como cantantes en la canción «Mi Jefe» de la banda española Mojinos Escozios. Txus también canta en la canción «Rey del Glam» de Fangoria. También colabora como cantante en “Ponme de Beber” de la banda de Hard Rock española Rockbender. Como letrista, Txus colaboró escribiendo la letra de «La Vida Te Espera» del grupo Lándevir. Además, ha hecho una aparición en el videoclip de la canción «Derrotado» del grupo Savia. En 2014 colaboró con Arkgabriel en la intro de su disco titulado "Donde mueren los sueños".

## Vida privada
Txus vive a 60 kilómetros de Madrid, en pleno campo y alejado de la ciudad, junto a su mujer Laura, con la que fue padre en el año 2018 de su hija Leia. Txus dice tener una vida familiar bastante alejada de la vida de rockstar que muestra en los escenarios y entrevistas.

## Discografía

### Álbumes conMägo de Oz
- 1994: Mägo de Oz
- 1996: Jesús de Chamberí
- 1997: La bruja
- 1998: La leyenda de la Mancha
- 2000: Finisterra
- 2003: Gaia
- 2004: Belfast
- 2005: Gaia II: La Voz Dormida
- 2007: La ciudad de los árboles
- 2010: Gaia III: Atlantia
- 2010: Gaia: Epílogo
- 2011: Love and Oz
- 2012: Hechizos, pócimas y brujería
- 2014: Ilussia
- 2015: Finisterra Opera Rock
- 2019: Ira Dei
- 2021: Bandera Negra
- 2024: Alicia en el Metalverso

##### Grabados en vivo
- 2002: Fölktergeist
- 2003: A Costa da Rock
- 2005: Madrid Las Ventas
- 2008: Barakaldo D.F.
- 2017: Diabulus in Opera

##### Recopilatorios
- 2003: Grandes
- 2006: Rarezas
- 2006: The Best Oz
- 2006: Rock 'n' Oz
- 2006: Grandes éxitos
- 2011: Love and Oz
- 2013: Celtic Land
- 2018: 30 Años 30 Canciones
- 2022: Love and Oz II

##### Bootleg
- 1997: Acústico '97

##### DVD y VHS
- 1999: Resacosix en Hispania
- 2000: Finisterra (DVD)
- 2003: A Costa da Rock
- 2005: Madrid Las Ventas
- 2005: Gaia II: La Voz Dormida (Edición especial)
- 2008: Barakaldo D.F.
- 2010: Gaia III: Atlantia (Edición especial)
- 2015: Ilussia 3D (Cortometraje)
- 2017: Diabulus in Opera (DVD)

### Como Solista
- 2006: El cementerio de los versos perdidos

### ConBürdel King
- 2011: ¡Ladran, luego cabalgamos!
- 2016: Si Dios está en todas partes... fuego a discreción!

### Con Héroes de pacotilla
- 2010: Héroes de pacotilla